# Петряевское сельское поселение
Петряевское сельское поселение — муниципальное образование в составе Уржумского района Кировской области России, существовавшее в 2006 - 2012 годах.
Центр — деревня Поповка.

## История
Петряевское сельское поселение образовано 1 января 2006 года согласно Закону Кировской области от 07.12.2004 № 284-ЗО.
28 апреля 2012 года в соответствии с Законом Кировской области № 141-ЗО поселение включено в состав Уржумского сельского поселения.

## Состав
В поселение входили 8 населённых мест:
- деревня Поповка
- село Архангельское
- деревня Зоново
- деревня Кугерь
- деревня Петряево
- деревня Савкино
- деревня Фролята
- деревня Шубино